# Cantone di Pallatanga
Il Cantone di Pallatanga è un cantone dell'Ecuador che si trova nella Provincia del Chimborazo.
Il capoluogo del cantone è Pallatanga.